# Kolochau

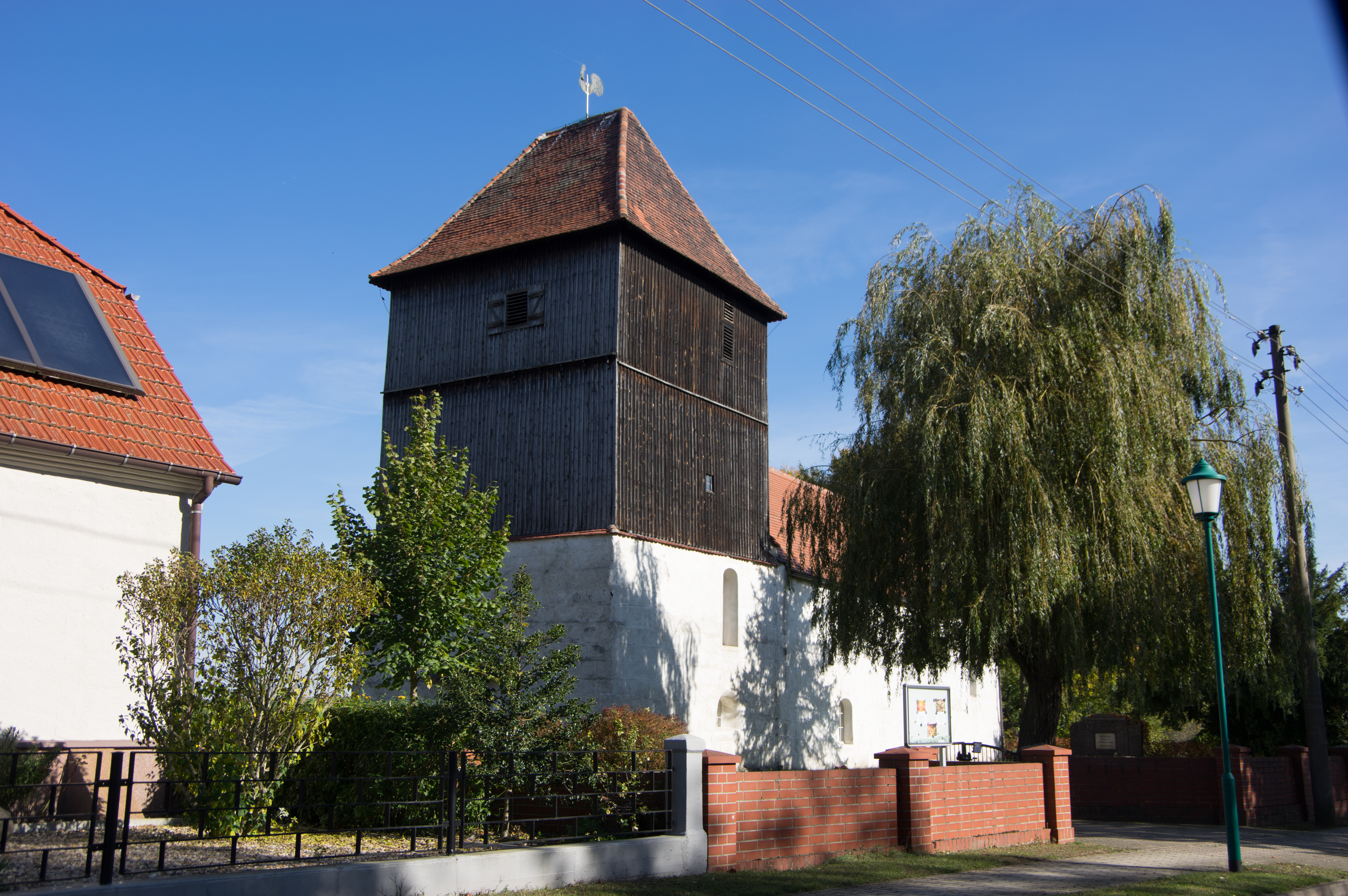
Die Kirche

Kolochau, bis 10. November 1937 Colochau geschrieben, ist ein Ortsteil von Kremitzaue im südbrandenburgischen Landkreis Elbe-Elster.

## Geschichte
1346 wurde Kolochau erstmals urkundlich in den Meißner Bistumsmatrikeln erwähnt, ist aber vermutlich wesentlich älter. Der Ortsname ist aus dem Slawischen abgeleitet und bedeutet „Ort des Koloch“.
Im Dreißigjährigen Krieg ließ der kaiserliche Obrist Hans von Götz den Ort plündern und brandschatzen, starb allerdings kurz darauf in Kolochau an einer beim letztlich erfolglosen Angriff auf die nahe gelegene Stadt Herzberg zugezogenen Schussverletzung.
Der Bahnhof Kolochau lag an der Bahnstrecke Falkenberg–Beeskow.
Die Gemeinde Kremitzaue entstand am 31. Dezember 2001 aus dem freiwilligen Zusammenschluss der bis dahin selbständigen Gemeinden Kolochau, Malitschkendorf und Polzen.
| Bevölkerungsentwicklung von 1875 bis 2010 | Bevölkerungsentwicklung von 1875 bis 2010 | Bevölkerungsentwicklung von 1875 bis 2010 | Bevölkerungsentwicklung von 1875 bis 2010 | Bevölkerungsentwicklung von 1875 bis 2010 | Bevölkerungsentwicklung von 1875 bis 2010 | Bevölkerungsentwicklung von 1875 bis 2010 | Bevölkerungsentwicklung von 1875 bis 2010 | Bevölkerungsentwicklung von 1875 bis 2010 | Bevölkerungsentwicklung von 1875 bis 2010 | Bevölkerungsentwicklung von 1875 bis 2010 | Bevölkerungsentwicklung von 1875 bis 2010 | Bevölkerungsentwicklung von 1875 bis 2010 | Bevölkerungsentwicklung von 1875 bis 2010 |
| Jahr                                      | Einwohner                                 |                                           | Jahr                                      | Einwohner                                 |                                           | Jahr                                      | Einwohner                                 |                                           | Jahr                                      | Einwohner                                 |                                           | Jahr                                      | Einwohner                                 |
| ----------------------------------------- | ----------------------------------------- | ----------------------------------------- | ----------------------------------------- | ----------------------------------------- | ----------------------------------------- | ----------------------------------------- | ----------------------------------------- | ----------------------------------------- | ----------------------------------------- | ----------------------------------------- | ----------------------------------------- | ----------------------------------------- | ----------------------------------------- |
| 1875                                      | 480                                       |                                           | 1946                                      | 656                                       |                                           | 1989                                      | 485                                       |                                           | 1995                                      | 710                                       |                                           |                                           |                                           |
| 1890                                      | 480                                       |                                           | 1950                                      | 654                                       |                                           | 1990                                      | 480                                       |                                           | 1996                                      | 710                                       |                                           |                                           |                                           |
| 1910                                      | 480                                       |                                           | 1964                                      | 569                                       |                                           | 1991                                      | 549                                       |                                           | 1997                                      | 715                                       |                                           |                                           |                                           |
| 1925                                      | 481                                       |                                           | 1971                                      | 546                                       |                                           | 1992                                      | 582                                       |                                           | 1998                                      | 714                                       |                                           |                                           |                                           |
| 1933                                      | 507                                       |                                           | 1981                                      | 552                                       |                                           | 1993                                      | 723                                       |                                           | 1999                                      | 484                                       |                                           |                                           |                                           |
| 1939                                      | 501                                       |                                           | 1985                                      | 544                                       |                                           | 1994                                      | 717                                       |                                           | 2000                                      | 466                                       |                                           |                                           |                                           |

## Kultur und Sehenswürdigkeiten

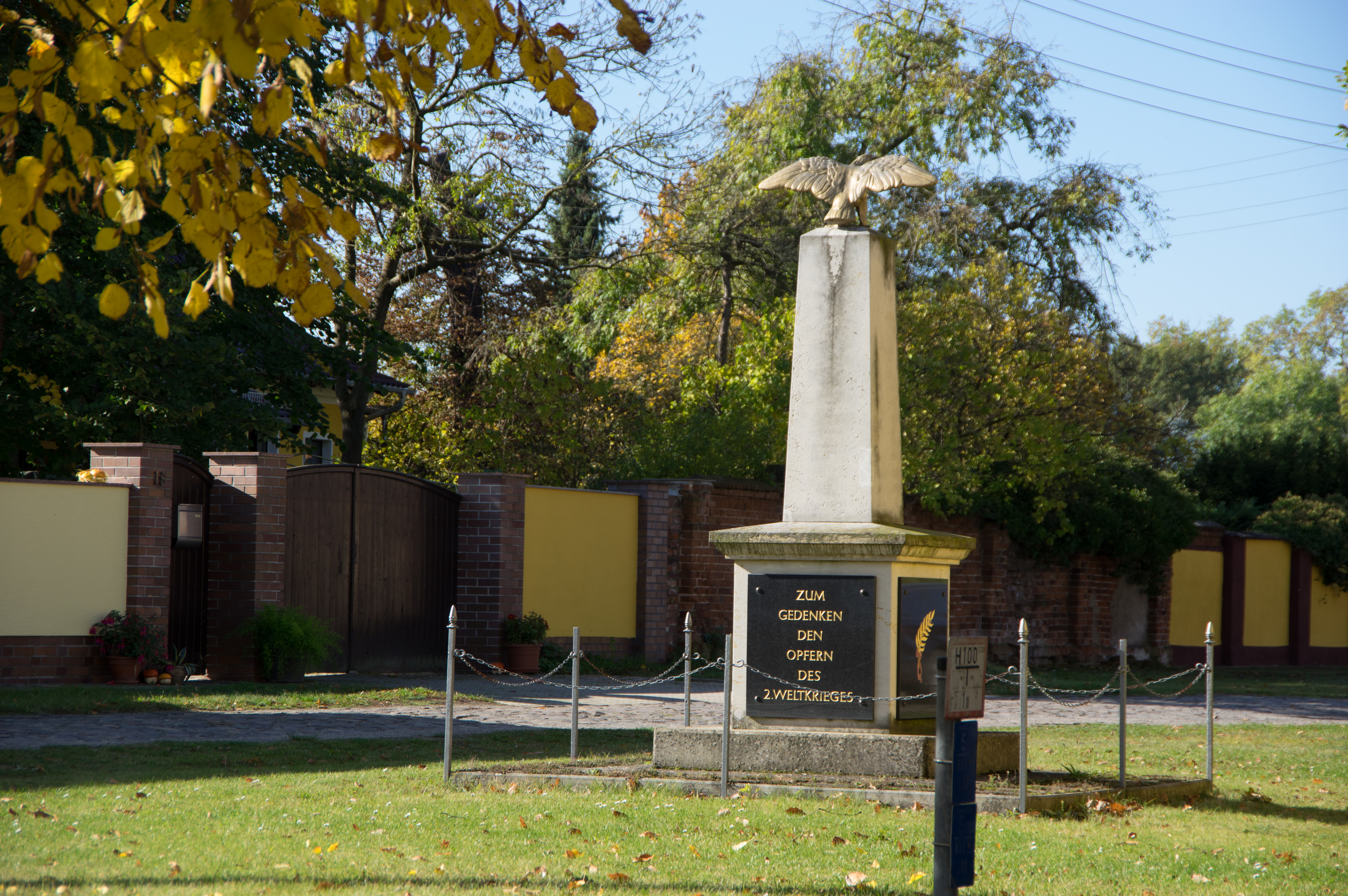
Kriegerdenkmal für die Gefallenen des Ersten und Zweiten Weltkrieges

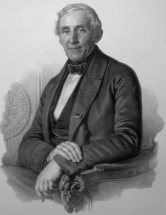
Carl August Gadegast, Porträt anlässlich der Weltausstellung

Siehe auch: Liste der Baudenkmale in Kremitzaue.
In Kolochau steht die 1994 restaurierte evangelische Kirche unter Denkmalschutz. Sie stammt aus der zweiten Hälfte des 13. Jahrhunderts. Außerdem befindet sich in der Kolochauer Dorfstraße 30 mit der Durchfahrtsscheune eines Mittelbauerngehöfts ein weiteres Baudenkmal.
Ein Denkmal erinnert an die im Ersten und Zweiten Weltkrieg gefallenen Einwohner Kolochaus.
Historisch interessant das Museum des Historischen Felds im Herrenhaus. Die zahlreichen Zimmer des Hauses sind gefüllt mit Kulturgütern aus dem Alltag der Dorfbevölkerung, unter anderem einem kompletten alten Schulzimmer. Die Interessengemeinschaft veranstaltet im Jahr mehrere große Feste, wie das Garbenfest im Juli und das Kürbisfest im Oktober.
Zeitgenössische moderne Kunst zeigt das Kunst&Archiv des Konzeptkünstlers Hans-Peter Klie im ehemaligen Pfarrhaus.

## Söhne und Töchter der Gemeinde
- Carl August Gadegast (1791–1865), Merinoschafzüchter, Abgeordneter des Sächsischen Landtags
- Friedrich Stoy (1887–1978), Heimatforscher und Lehrer